# Mönchevahlberg

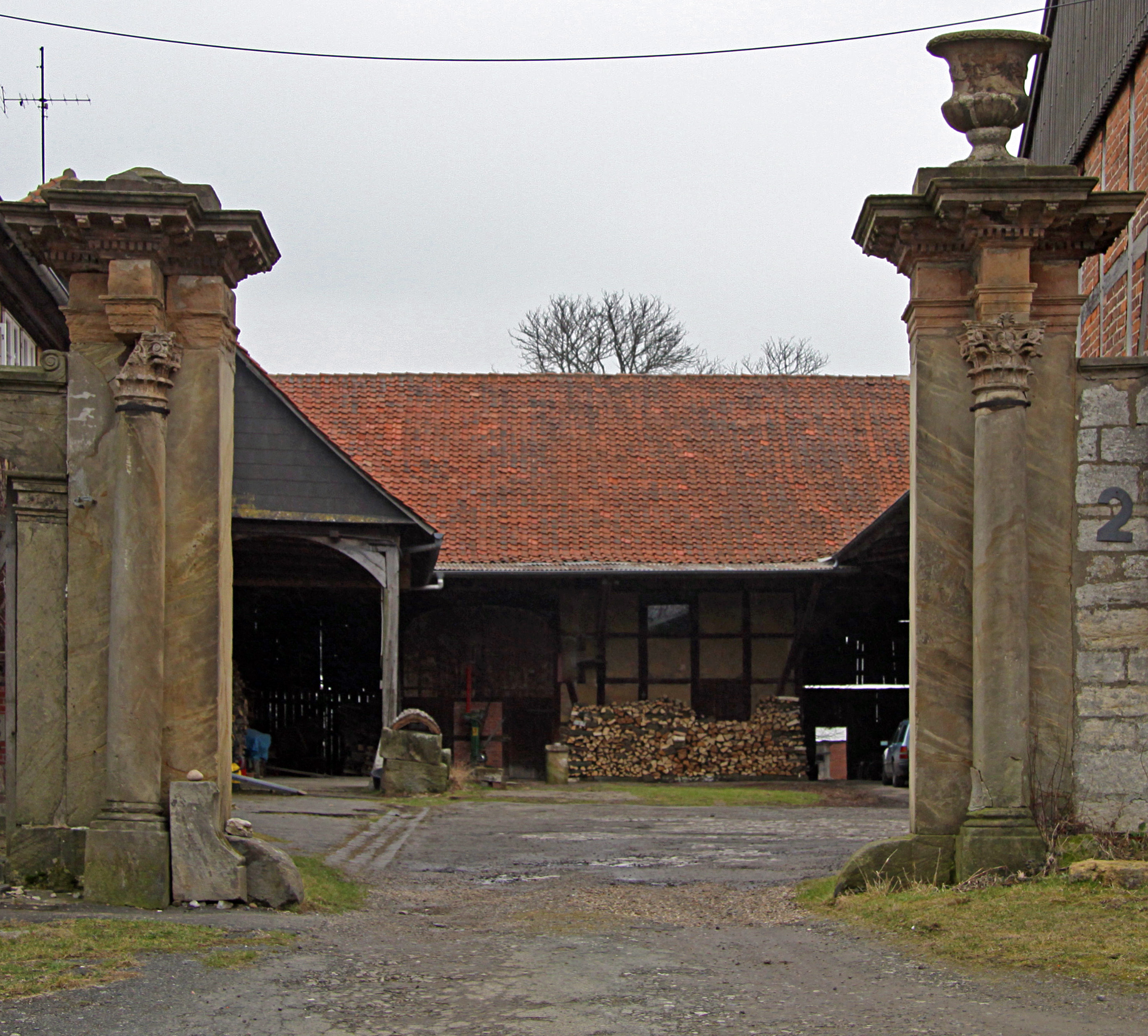
Meierhof in Mönchevahlberg mit barockem Torpfeiler mit aufgesetzter Vase und Kapitell am vorgesetzten Pilaster. Es stammt von Schloss Salzdahlum und besteht aus Lutter Sandstein, der in der Nähe von Lutter am Barenberge vorkommt.

Mönchevahlberg ist ein Dorf im Landkreis Wolfenbüttel in Niedersachsen und ein Ortsteil von Dettum.

## Name

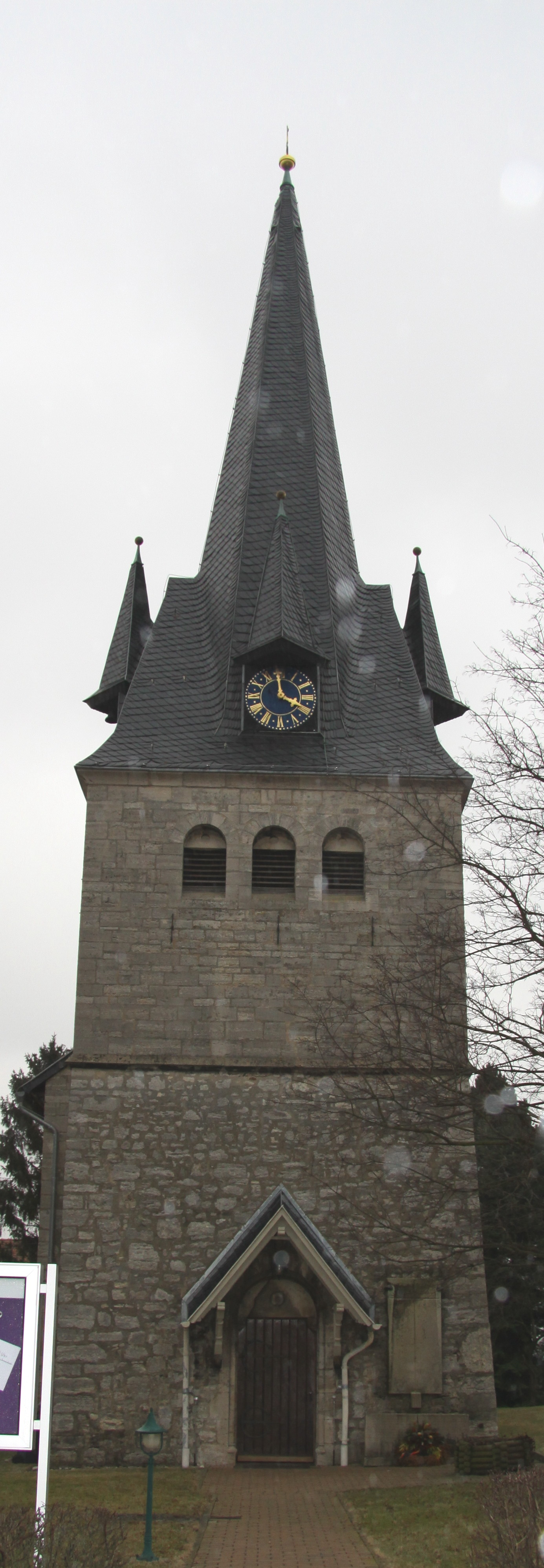
St.-Nikolaus-Kirche in Mönchevahlberg aus Elmkalkstein

Es gibt drei Dörfer mit dem Namen Vahlberg, die an der Asse liegen, einem Höhenzug im Landkreis Wolfenbüttel. Es sind dies neben Mönchevahlberg Klein Vahlberg und Groß Vahlberg, die mit dem Dorf Berklingen die Gemeinde Vahlberg bilden. In der Urkunde von 1134 ist der Name Western-Valeberge genannt.
Das Benediktinerkloster St. Aegidien zu Braunschweig besaß in der frühen Zeit von Mönchevahlberg einen Ackerhof. Daher stammt vermutlich der Dorfname.
„Fal“, der Ursprung der Ortsnamen, bedeutet „erdfarben“. 1528 ist das Dorf erstmals als „Moneke Vahlberge“ dokumentiert worden.
Des Weiteren gibt es den kleinen Ortsteil Mönchevahlberg-Zuckerfabrik, der auf halber Strecke nach Dettum liegt und mit Mönchevahlberg nach Dettum eingemeindet wurde. Bahnfahrern ist die Ansiedlung, wo nur noch wenige bauliche Reste an die einstige Zuckerfabrik erinnern, besser bekannt als Haltepunkt Dettum an der Bahnstrecke Wolfenbüttel–Schöppenstedt.

## Geschichte
Es wird angenommen, dass Mönchevahlberg durch Bauern und Jäger gegründet wurde. 1134 wurde der Ort erstmals urkundlich erwähnt unter dem Namen Western-Valeberge.
Nach der Reformation wurde der Ackerhof der Mönche an die Universität Helmstedt verlehnt und die daraus erwirtschafteten Erträge gingen seit 1576 zum größten Teil an die Studentenfreitische der Universität.
Der ehemalige Meierhof im Dorf hat einen dreistöckigen Bergfried mit hohen Giebeln und Hofgebäuden. Hofgebäude sind durch Inschriften mit 1463 und 1760 datiert. Es gibt Bestrebungen, den Hof in die Liste denkmalgeschützter Gebäude aufzunehmen.
Um 1800 hatte das Dorf eine Kirche und Schule, fünf Ackerhöfe, sechs Kothöfe und 14 Feuerstellen.
Am 1. März 1974 wurde Mönchevahlberg in die Gemeinde Dettum eingegliedert.

## Heute
Mönchevahlberg hat drei Vereine, den Mönchevahlberger Freundes- und Förderkreis (MÖFF), einen Schützenverein mit Schützenhaus und den Förderverein der Freiwilligen Feuerwehr Mönchevahlberg/Weferlingen. Seit 2010 findet jährlich ein Weihnachtsmarkt statt. Darüber hinaus am 1. Mai 2016 zum zehnten Mal das alljährliche Fußballturnier mit Auswahlmannschaften aus umliegenden Ortschaften statt.
Mönchevahlberg gehört zur Evangelisch-lutherischen Kirchengemeinde Dettum, Bansleben, Hachum und Weferlingen.